# Pagi híd
A Pagi híd egy vasbetoníves híd Horvátországban, amely a Ljubački vratán átívelve köti össze Pag szigetét a kontinenssel. Rajta halad át a 8-as főútról Posedarjénál leágazó, a szigeten át a žigljeni kompkikötőig menő 106-os főút.

## Története
A hidat 1968. november 17-én adták át a forgalomnak. Hosszúsága 301 méter, szélessége 9 méter, az ív hosszúsága 193 méter, magassága 35 méter. A hidat a "Mostogradnja" Építő Vállalat építette Ilija Stojadinović tervei szerint. A honvédő háború idején a híd volt az egyetlen összeköttetés Dalmácia és az ország többi, nem megszállt része között, melyen sok menekült és száműzött kelt át. Rajta keresztül érkezett fegyver, élelem és katona, ezért a JNA légiereje többször is támadta. Ennek következtében súlyos sérülések érték, de közvetlenül a háború után teljesen felújították.

## Képek

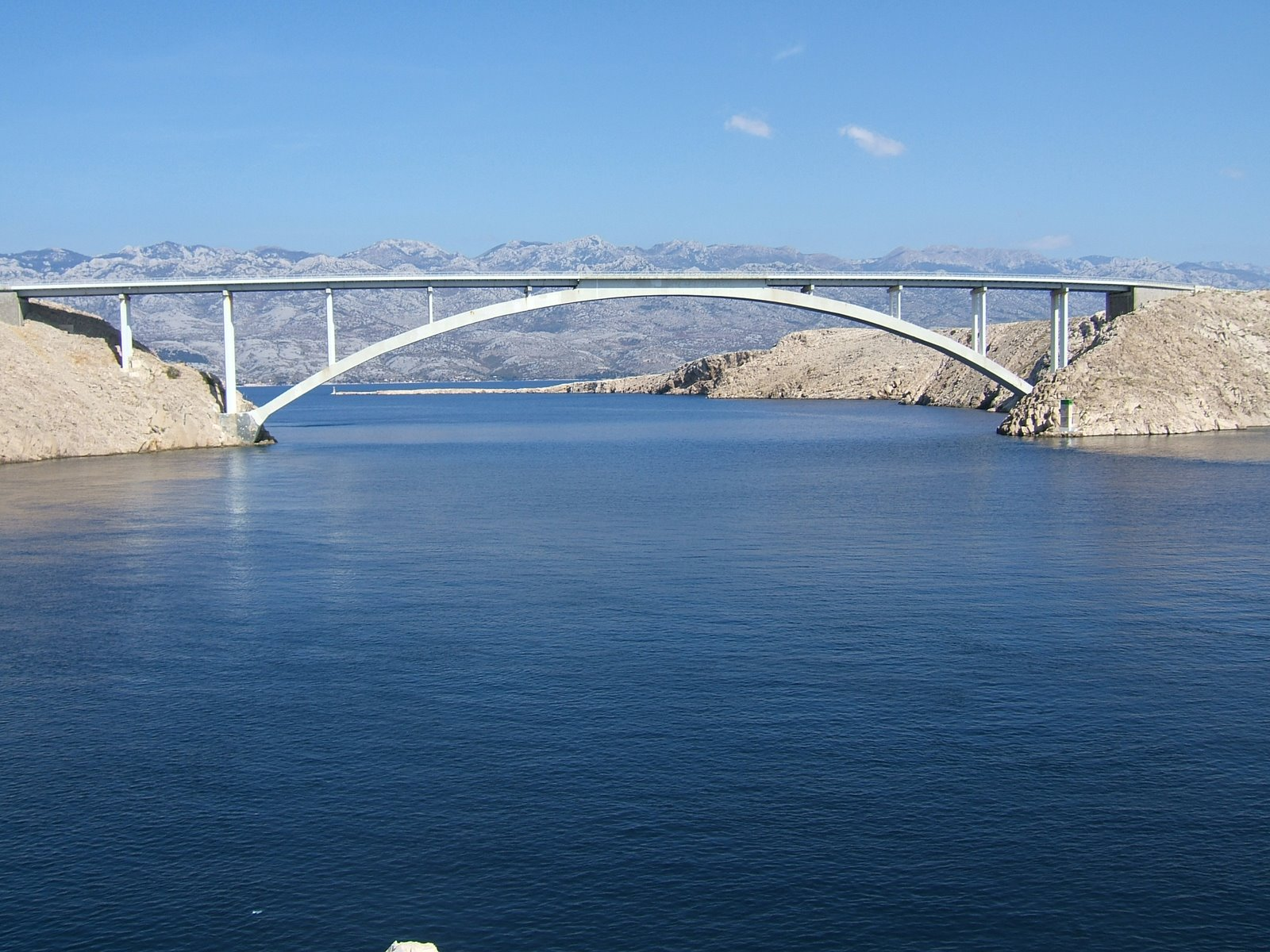
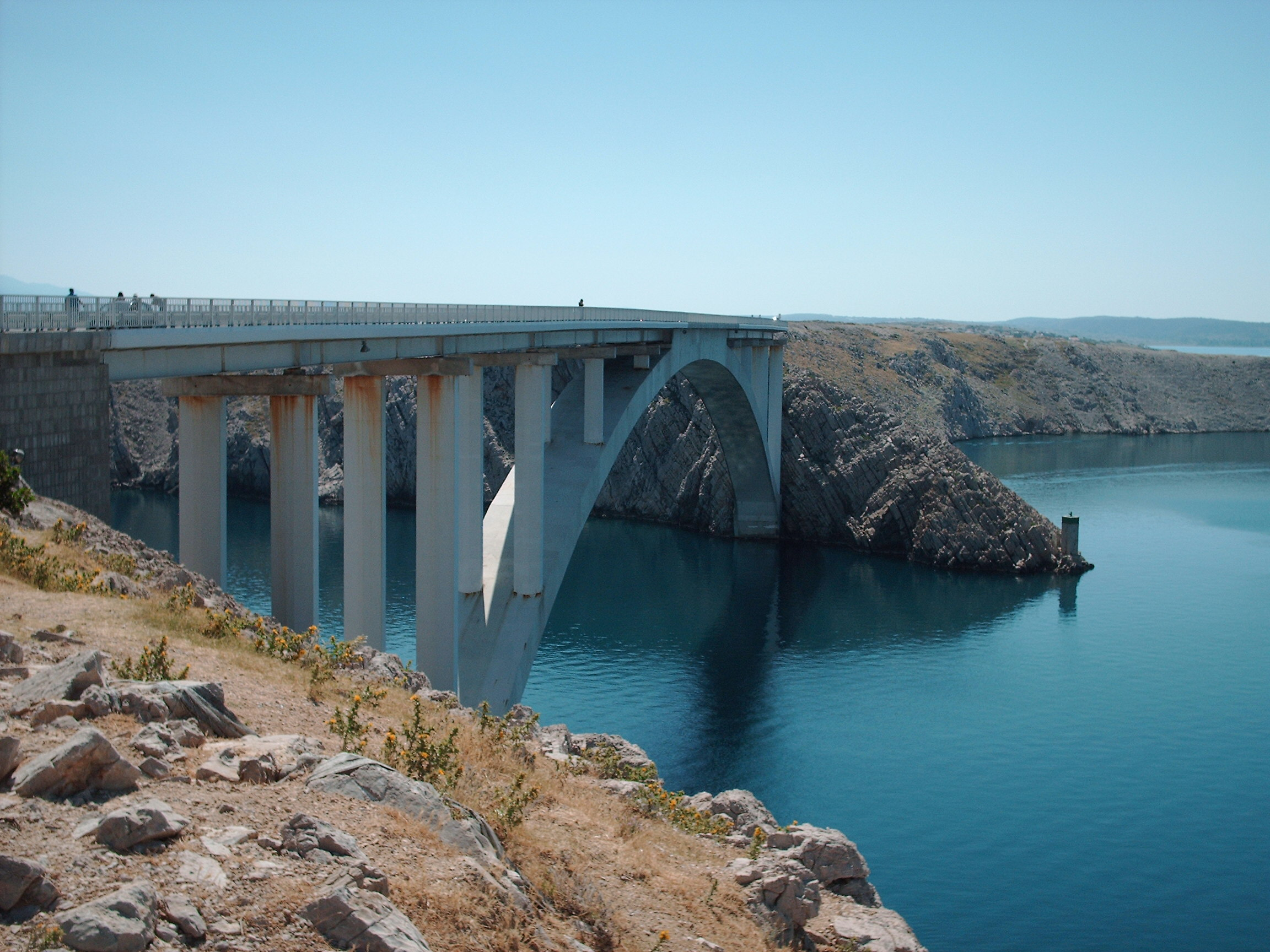
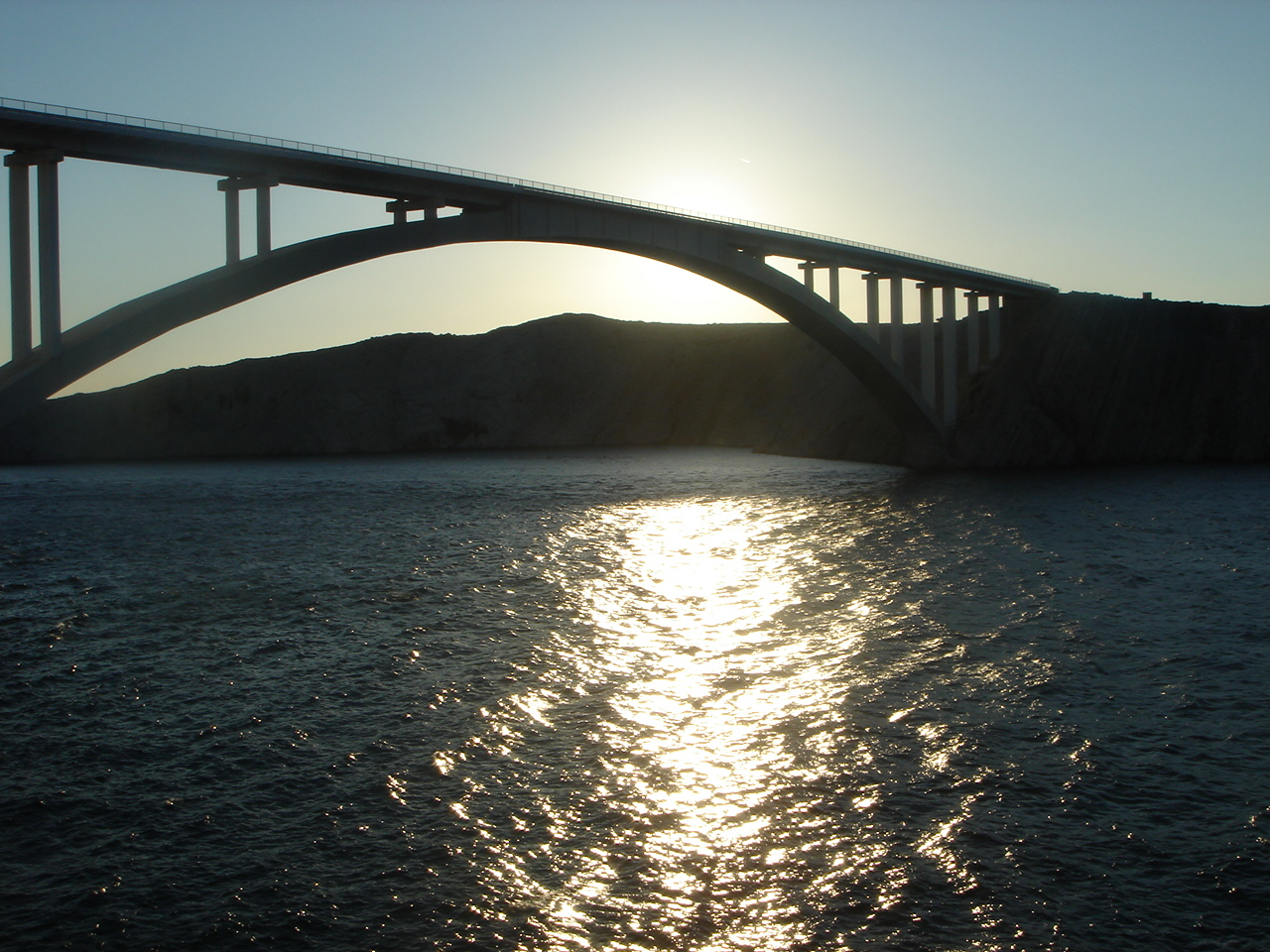

## Fordítás
- Ez a szócikk részben vagy egészben  a   Paški most című horvát Wikipédia-szócikk ezen változatának fordításán alapul.  Az eredeti cikk szerkesztőit annak laptörténete sorolja fel. Ez a jelzés csupán a megfogalmazás eredetét és a szerzői jogokat jelzi, nem szolgál a cikkben szereplő információk forrásmegjelöléseként.

## Külső hivatkozások
- Paški most slavi 40. rođendan (A 40. éves születésnapját ünneplő Pagi híd) (horvátul)